# Hristo Jivkov
Hristo Jivkov (Sofía, 18 de febrero de 1975-Los Ángeles, 31 de marzo de 2023)fue un actor búlgaro.

## Carrera
Conocido por interpretar a Giovanni de Medici en Il mestiere delle armi y al apóstol Juan en la película La Pasión de Cristo. También produjo el cortometraje Tears of the Motherland, de 2007. El actor también fue productor y cofundador de la productora independiente Red Carpet Films, que comenzó en 2009.

## Trabajos

### Actor
- 2026, La Resurrección de Cristo como Juan.
- 2009, Vuela la Luz como Augusto.
- 2009, Barbarroja como Gherardo Negro.
- 2009, Il compleanno  Leonard.
- 2007, La masseria delle allodole como Sarkis Sarkis.
- 2007, En memoria di me  como Andrea.
- 2006, Inchiesta L' como Stéfano.
- 2006, Mafalda di Savoia TV miniseries como Michele Petrovich.
- 2006, La Cámara de Cuenta como Peter.
- 2004, La Pasión de Cristo como Juan.
- 2002, Texas 46 como Hijo de Gartner.
- 2001, Pechalbata como Pileto.
- 2001, Il mestiere delle armi como Giovanni De' Medici.

### Asistente de Dirección
- 2001, Pechalbata (primer asistente de dirección).
- 2001, Vercingétorix (asistente de dirección).

### Productor
- 2007, Tears of the Motherland (productor ejecutivo).